# Wadim Wiktorowitsch Sachartschenko
Wadim Wiktorowitsch Sachartschenko (russisch Вадим Викторович Захарченко; * 19. Februar 1929 in Nowosibirsk; † 2. Januar 2007 in Moskau) war ein russischer Theater- und Filmschauspieler, der während seiner langjährigen Karriere in über 150 verschiedenen Filmen spielte.

## Leben
Sachartschenko lernte während seiner Militärzeit, die er als Matrose der Schwarzmeerflotte in Odessa erlebte, den Schauspieler Nikolai Tscherkassow kennen, der ihm dazu riet, Schauspieler zu werden. Sachartschenko zog daraufhin nach Moskau und bewarb sich an der von Grigori Alexandrow und Micheil Tschiaureli geleiteten Filmhochschule (WGIK), an der er schließlich angenommen wurde. Gemeinsam mit den Kommilitonen Nikolai Rybnikow und seiner späteren langjährigen Geliebten Alla Larinowa schloss er 1953 sein Schauspielstudium ab.
1954 gab er mit einer kleinen Rolle im Kriegsfilm Feuertaufe sein Debüt als Filmschauspieler, gefolgt von weiteren Filmproduktionen. Sachartschenko avancierte im Laufe seiner Karriere zu einem der gefragtesten Schauspieler der Sowjetunion und drehte – auf dem Höhepunkt seiner Karriere – über sechs Filme pro Jahr. Er verkörperte neben Banditen und Intellektuellen auch Mörder und Ärzte; legte sich hierbei jedoch nicht auf ein Filmgenre fest. Eine seiner letzten Rollen hatte er als Agent Wassili in der US-amerikanischen Komödie Das Erbe der Zarentochter (1994). Gut zwei Jahre später beendete Sachartschenko seine künstlerische Laufbahn.

## Filmografie (Auswahl)
- 1954: Feuertaufe (Schkola muschestwa)
- 1956: Der letzte Schuß (Sorok perwy)
- 1957: Der stille Don (Teil 1) (Tichi Don)
- 1957: Der stille Don (Teil 2)
- 1973: Reisebekanntschaften (Petschki-lawotschki)
- 1977: Oljas Abenteuer mit dem Hausgeist (Derewnja Utra)
- 1980: Die Garage (Garasch)
- 1988: Kleine Vera (Malenkaja Vera)

## Auszeichnung
- 1993: Verdienter Künstler der Russischen Föderation (Заслуженный артист РФ)